# Olden Polynice
Olden Polynice (Puerto Príncipe, 21 de noviembre de 1964) es un exjugador de baloncesto haitiano que jugó durante quince temporadas en la NBA. Con 2,13 metros de altura, jugaba de pívot. En 2007 entrenó a los Long Beach Breakers de la liga ABA.

## Trayectoria deportiva

### Universidad
Jugó durante tres temporadas con los Cavaliers de la Universidad de Virginia, donde promedió 12,1 puntos y 7 rebotes. Antes de declararse elegible para el Draft de la NBA, jugó una temporada en la liga italiana, con el Hamby Rimini, donde promedió 17 puntos y 11 rebotes.

#### Estadísticas
| Año     | Equipo   | PJ | PT | MPP  | %TC  | %3P | %TL  | RPP | APP | ROB | TPP | PPP  |
| ------- | -------- | -- | -- | ---- | ---- | --- | ---- | --- | --- | --- | --- | ---- |
| 1983–84 | Virginia | 33 |    | 26.2 | .551 |     | .588 | 5.6 | 0.6 | 0.1 | 0.5 | 7.7  |
| 1984–85 | Virginia | 32 |    | 34.2 | .603 |     | .599 | 7.6 | 0.5 | 0.4 | 1.1 | 13.0 |
| 1985–86 | Virginia | 30 |    | 35.8 | .572 |     | .637 | 8.0 | 0.5 | 0.3 | 1.1 | 16.1 |
| Total   |          | 95 |    | 31.9 | .578 |     | .612 | 7.0 | 0.5 | 0.3 | 0.9 | 12.1 |

### Profesional
Fue elegido en la octava posición del Draft de la NBA de 1987 por Chicago Bulls, pero no llegó a compartir equipo con Michael Jordan, ya que fue inmediatamente traspasado a Seattle Supersonics a cambio de Scottie Pippen. Durante las 3 temporadas y media que permaneció allí apenas pudo contar con diez o doce minutos por partido. Fue traspasado a los Clippers mediada la temporada 1990-91, donde consiguió más minutos de juego, consiguiendo mejorar sus estadísticas. Tras año y medio es traspasado a Detroit Pistons, y justo en la temporada en la que mejores cifras estaba consiguiendo (13,1 puntos y 12,3 rebotes por partido) es de nuevo traspasado a Sacramento Kings, donde se asentaría durante 5 temporadas.
Jugó de nuevo en Seattle Supersonics y Utah Jazz antes de retirarse temporalmente en 2001, regresando a las canchas en 2003 para jugar dos partidos de nuevo con los Clippers. Ese año finalizó la temporada en la CBA, en el equipo de Los Angeles Aftershock. En sus quince temporadas como profesional promedió 7,8 puntos y 6,7 rebotes por partido. En cinco de sus temporadas terminó entre los diez mejores reboteadores ofensivos de la liga.

## Estadísticas de su carrera en la NBA
|  | Líder de la liga |

### Temporada regular
| Año       | Equipo        | PJ    | PT  | MPP  | %TC  | %3P   | %TL  | RPP  | APP | ROB | TPP | PPP  |
| --------- | ------------- | ----- | --- | ---- | ---- | ----- | ---- | ---- | --- | --- | --- | ---- |
| 1987-88   | Seattle       | 82    | 0   | 13.2 | .465 | .000  | .639 | 4.0  | .4  | .4  | .3  | 4.1  |
| 1988-89   | Seattle       | 80    | 0   | 10.4 | .506 | .000  | .593 | 2.6  | .3  | .5  | .4  | 2.9  |
| 1989-90   | Seattle       | 79    | 7   | 13.7 | .540 | .500  | .475 | 3.8  | .2  | .3  | .3  | 4.6  |
| 1990-91   | Seattle       | 48    | 0   | 20.0 | .545 | –     | .588 | 5.6  | .3  | .5  | .4  | 8.3  |
| 1990-91   | L.A. Clippers | 31    | 30  | 36.5 | .579 | .000  | .572 | 9.1  | .8  | .5  | .4  | 12.3 |
| 1991-92   | L.A. Clippers | 76    | 65  | 24.1 | .519 | .000  | .622 | 7.1  | .6  | .6  | .3  | 8.1  |
| 1992-93   | Detroit       | 67    | 18  | 19.4 | .490 | .000  | .465 | 6.2  | .4  | .5  | .3  | 7.3  |
| 1993-94   | Detroit       | 37    | 36  | 36.5 | .547 | .000  | .457 | 12.3 | .6  | .6  | 1.0 | 13.1 |
| 1993-94   | Sacramento    | 31    | 29  | 33.9 | .484 | .000  | .556 | 11.4 | .6  | .6  | 1.0 | 9.8  |
| 1994-95   | Sacramento    | 81    | 81  | 31.3 | .544 | 1.000 | .639 | 9.0  | .8  | .6  | .6  | 10.8 |
| 1995-96   | Sacramento    | 81    | 80  | 30.1 | .527 | .333  | .601 | 9.4  | .7  | .6  | .8  | 12.2 |
| 1996-97   | Sacramento    | 82    | 82* | 35.3 | .457 | .000  | .562 | 9.4  | 2.2 | .6  | 1.0 | 12.5 |
| 1997-98   | Sacramento    | 70    | 25  | 20.8 | .459 | .000  | .452 | 6.3  | 1.5 | .5  | .6  | 7.9  |
| 1998-99   | Seattle       | 48    | 47  | 30.9 | .472 | 1.000 | .309 | 8.9  | .9  | .4  | .6  | 7.7  |
| 1999-2000 | Utah          | 82    | 79  | 22.2 | .510 | .500  | .311 | 5.5  | .5  | .4  | 1.0 | 5.3  |
| 2000-01   | Utah          | 81    | 79  | 20.0 | .496 | .000  | .262 | 4.7  | .4  | .3  | 1.0 | 5.3  |
| 2003-04   | L.A. Clippers | 2     | 0   | 6.0  | –    | –     | –    | 1.0  | .5  | .5  | .0  | .0   |
| Total     | Total         | 1,058 | 658 | 23.5 | .505 | .192  | .535 | 6.7  | .7  | .5  | .6  | 7.8  |

### Playoffs
| Año   | Equipo        | PJ | PT | MPP  | %TC  | %3P   | %TL  | RPP  | APP | ROB | TPP | PPP  |
| ----- | ------------- | -- | -- | ---- | ---- | ----- | ---- | ---- | --- | --- | --- | ---- |
| 1988  | Seattle       | 5  | 0  | 8.8  | .455 | –     | .000 | 1.6  | .0  | .6  | .0  | 2.0  |
| 1989  | Seattle       | 8  | 0  | 20.3 | .610 | –     | .538 | 7.8  | .1  | .8  | .5  | 7.1  |
| 1992  | L.A. Clippers | 5  | 0  | 12.6 | .583 | –     | .333 | 3.6  | .4  | .2  | .2  | 3.2  |
| 1995  | Sacramento    | 4  | 4  | 35.3 | .522 | 1.000 | .667 | 12.0 | .8  | .3  | 1.8 | 13.8 |
| 2000  | Utah          | 10 | 10 | 26.0 | .538 | –     | .500 | 6.6  | .5  | .3  | .8  | 5.9  |
| 2001  | Utah          | 5  | 5  | 20.0 | .533 | .000  | .700 | 3.8  | .2  | .2  | .4  | 7.8  |
| Total | Total         | 37 | 19 | 20.8 | .547 | .500  | .543 | 6.0  | .3  | .4  | .6  | 6.4  |